# Charlie Byrd
Charlie Byrd (16. september 1925 – 2. december 1999) var en amerikansk jazzguitarist og komponist.
Han studerede hos den kendte spanske guitarist Andrés Segovia og vendte senere tilbage til USA, hvor han blev populær i forskellige klubber. I 1962 indspillede han en plade sammen med Stan Getz (Jazz Samba), som de fik stor succes med, og siden da er det blevet til en lang række udgivelser.